# حادث الطعن في رومان سور ديزير 2020
في وقت متأخر من صباح يوم 4 أبريل 2020، وقع هجوم بالسكين في منطقة رومانس سور إيزير بفرنسا أسفر عن مقتل شخصين وإصابة خمسة آخرين. المهاجم هو عبد الله أحمد عثمان، وهو لاجئ سوداني يبلغ من العمر 33 عامًا، وقد بارتكاب جرائم إرهابية.

## الهجوم
دخل المهاجم محلاً لبيع التبغ، حيث طعن المالكين وزبون، وأصابهما. لقد ذهب إلى دكان الجزار، حيث سرق سكينًا وقتل أحد العملاء. ثم قتل رجلاً آخر، صاحب مسرح محلي مات وهو يدافع عن ابنه البالغ من العمر 12 عامًا، ثم جرح شخصين كانا ينتظران في الصف خارج مخبز.
كان المشتبه به رجلًا سودانيًا يبلغ من العمر 33 عامًا حصل على وضع اللاجئ وتأشيرة دخول لعشر سنوات في عام 2017. وبحسب شهود عيان ناطقين بالعربية، فقد صرخ «الله أكبر» عندما شن هجومه، وفي وقت اعتقاله، جثا على ركبتيه وقرأ الشهادة، وهي دين المسلمين. بدأ تحقيق في الإرهاب. كشفت عمليات البحث في منزله عن مذكرات مكتوبة بخط اليد تشكو من العيش في «بلد الكفار». وفي 8 أبريل، وجهت إليه تهمة «الاغتيالات ومحاولات الاغتيال فيما يتعلق بجماعة إرهابية».
وقع الهجوم أثناء الإغلاق الوطني بسبب وباء كوفيد-19 في فرنسا.